# Chapelle Saint-Martin du château
Pour les articles homonymes, voir église Saint-Martin.
La chapelle Saint-Martin du château est une église romane située à Canet-en-Roussillon, dans le département français des Pyrénées-Orientales.

## Localisation
La chapelle Saint-Martin est située dans la partie orientale des vestiges du château vicomtal, au sein du secteur village de Canet-en-Roussillon.

## Toponymie
L'église Saint-Martin est mentionnée dès 1075 (eccl. S. Martini).

## Histoire
La chapelle Saint-Martin du château a servi d'église paroissiale au village de Canet entre la deuxième moitié du XIe siècle et le début du XVIe siècle, où elle fut supplantée par la nouvelle église Saint-Jacques, plus spacieuse.

## Architecture
L'église possédait à l'origine une nef unique charpentée et une abside voûtée en cul de four. La nef fut voûtée au XIIe siècle. Aux XIIIe – XIVe siècles, l'abside fut surélevée pour permettre l'établissement d'une tour, et une chapelle fut greffée au nord de la nef.
De l'édifice médiéval, il ne restait plus que la majeure partie du mur nord et l'abside surmontée par la tour. Les travaux de restauration ont permis une reprise totale du parement des murs subsistant, et la reconstruction progressive des murs sud et ouest.
Un prieuré a existé jusqu'au XIVe siècle.